# Brigitte Lin

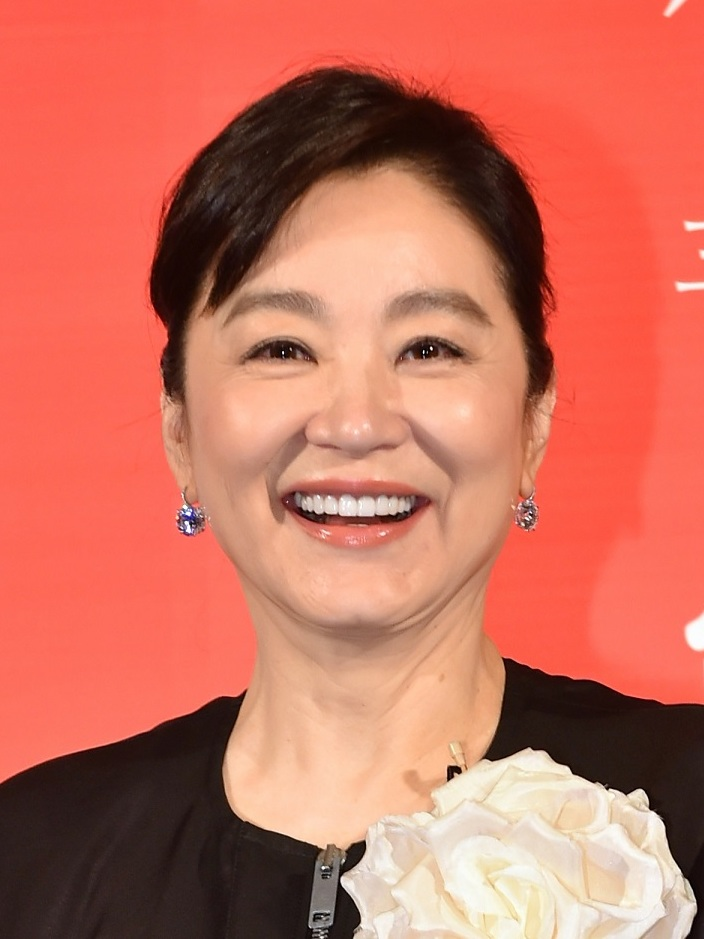
Brigitte Lin, Hongkong 2018

Brigitte Lin (chinesisch 林青霞, Pinyin Lín Qīngxiá, W.-G. Lin Ching-Hsia, Jyutping Lam4 Cing1haa4; * 3. November 1954 in Sanchong, Kreis Taipeh [heute Neu-Taipeh], Taiwan) ist eine taiwanische Schauspielerin, Sängerin und Autorin, die hauptsächlich durch Hongkong-Produktionen Bekanntheit erlangte.

## Leben und Karriere
Lin Qingxia wurde in der historischen Gemeinde Sanchong (heute Stadtteil von Neu-Taipeh) in Taiwan geboren. 1972 machte sie ihren Abschluss an der Jinling Girls’ High School in Kreis Taipeh (台北金陵女中子高級中學, heute 新北市私立金陵女子高級中學) und arbeitete im Anschluss in der PR-Abteilung einer Computerfirma. Sie wurde noch im gleichen Jahr, im Alter von 17 Jahren, von einem Talentsucher beim Einkaufen in einer Einkaufsstraße in Ximending entdeckt und erhielt in dem Film Outside the Window (1973) in der Regie von Sung Tsun-Shou (宋存壽,  Song Cúnshòu,  Sung Ts’un-shou, gelegentlich Song Chun-So, 1930–2008), die weibliche Hauptrolle. Darin spielte sie Jiang Yanrong, eine Studentin, die sich in ihren Lehrer verliebt. Wegen Copyright-Problemen wurde der Film in Taiwan jedoch nicht veröffentlicht.
Brigitte Lin wirkte seitdem in über 100 Filmen mit. Bekannt ist sie für ihre androgyne Schönheit. In vielen Filmen spielte sie eine Frau, die sich als Mann verkleidet. Am Höhepunkt ihrer Filmkarriere galt sie als eine der gefragtesten Schauspielerinnen im chinesischsprachigen Filmgeschäft.
Mehrfach wurde sie für Filmpreise nominiert. 1976 wurde sie als beste Schauspielerin beim Asia-Pacific Film Festival ausgezeichnet, 1990 erhielt sie den Golden Horse Award beim Filmfestival in Taipeh. 2006 wurde ein Asteroid nach ihr benannt: (38821) Linchinghsia. 1994, nach ihrer Hochzeit, verließ Lin das Filmgeschäft und hatte nur noch 1998 eine kleine Nebenrolle in dem Film Bishonen... Beauty. Seitdem hatte sie ihren ersten öffentlichen Auftritt beim New York Film Festival 2008.
Brigitte Lin war mit den Schauspielern Hong Chin und Charlie Chin Hsion-Lin liiert. Seit 1994 ist sie mit Michael Lee Yuen Ying verheiratet, 1997 kam ihre erste Tochter und 2001 ihre zweite Tochter zur Welt.

## Filmografie (Auswahl)

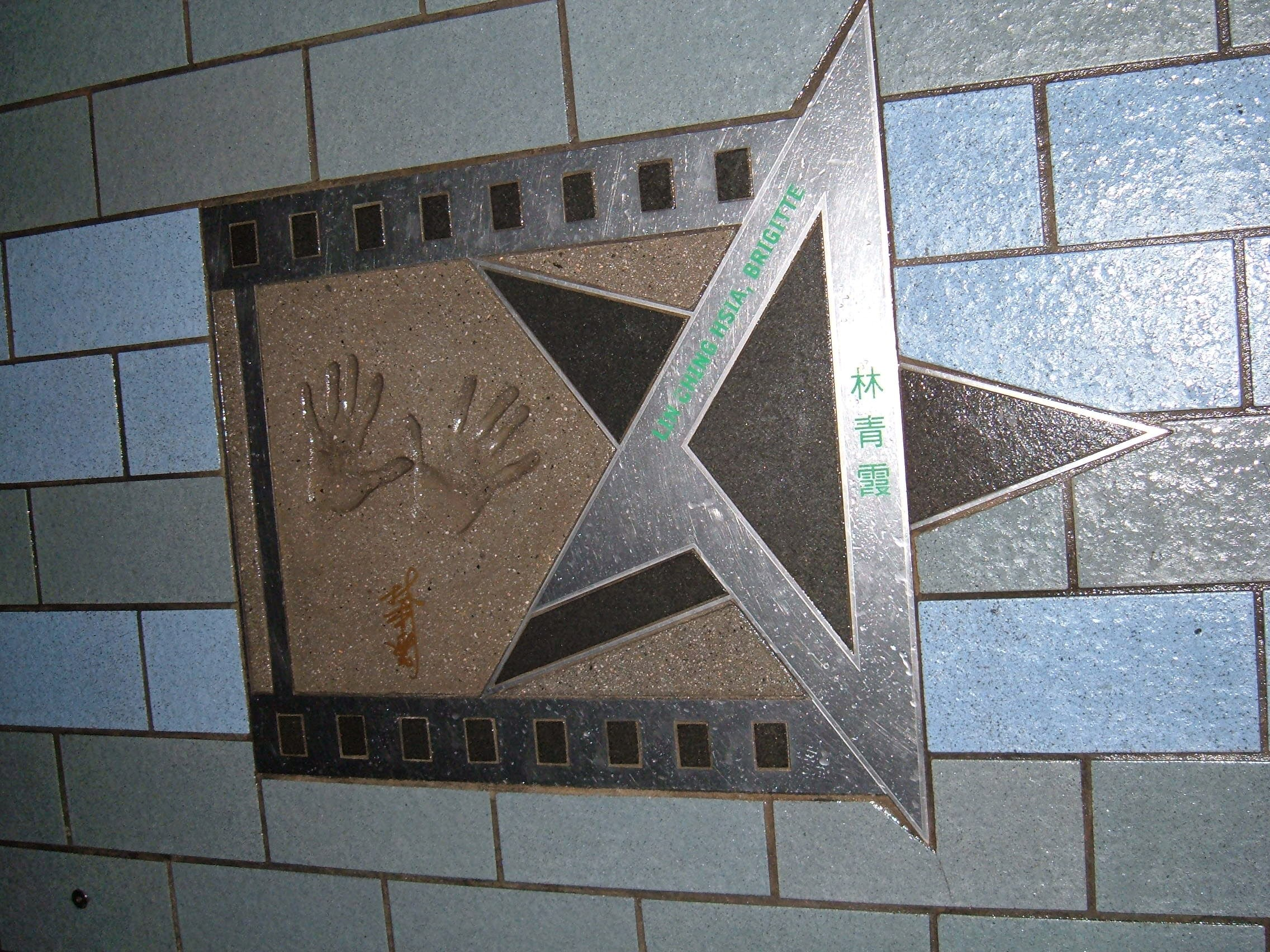
Ehrung auf der Avenue of Stars in Tsimshatsui, Hongkong

- 1982: Zu – Warriors from the Magic Mountains
- 1982: Die Superfaust
- 1985: Police Story
- 1986: Dream Lovers
- 1986: Peking Opera Blues
- 1991: China Swordsman
- 1992: New Dragon Gate Inn
- 1992: Handsome Siblings
- 1992: Royal Tramp
- 1992: Royal Tramp II
- 1992: Secret Love for the Peach Blossom Spring
- 1993: Boys Are Easy
- 1993: Swordsman III
- 1993: Deadful Melody
- 1993: The Bride with white hair (auch Das Unbesiegbare Schwert/Jiang-Hu – Magie des Schwertes; chin.: Baifa Monü Zhuan)
- 1993: The Bride with white hair 2 als Lien Nichang
- 1994: Ashes of Time
- 1994: Chungking Express (重慶森林,  Chóngqìng sēnlín)
- 1994: Fire Dragon
- 1996: Yang ± Yin. Gender in Chinese Cinema. Dokumentarfilm von Stanley Kwan